# Evangelisch-lutherische Pfarrkirche Scherneck

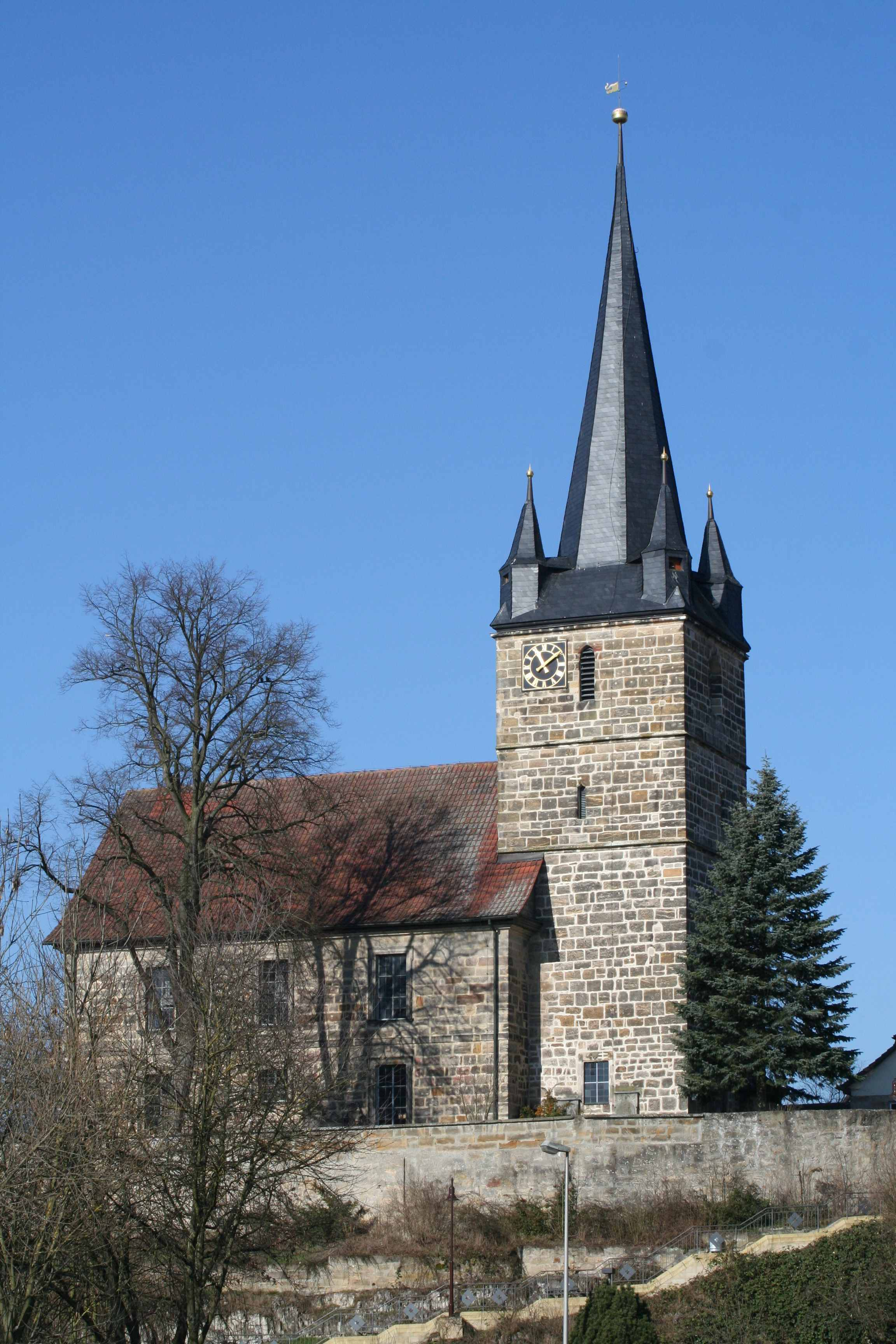
Pfarrkirche Scherneck

Die evangelisch-lutherische Pfarrkirche Scherneck im oberfränkischen Scherneck, einem Gemeindeteil von Untersiemau im Landkreis Coburg, stammt in ihrer heutigen Gestalt aus dem Anfang des 18. Jahrhunderts.

## Geschichte
Scherneck war ursprünglich Filialkirche der rund sieben Kilometer entfernten Urpfarrei Altenbanz. Der älteste Teil der Kirche ist der spätgotische Kirchturm mit einem Chorraum im Sockelgeschoss aus dem 15. Jahrhundert, der wohl Teil einer Wehrkirche war. In den 1520er Jahren wurde die Reformation eingeführt. Es folgten Ende der 1520er Jahre die erste protestantische kursächsische Kirchenvisitation und am 6. August 1540 die Erhebung zur selbstständigen Pfarrei.
Im Verlauf des Dreißigjährigen Krieges brannte die Kirche 1632 ab. 1651 wurden notwendigste Reparaturen durchgeführt. 1705 bis 1707 ließ die Gemeinde den Neubau des Kirchenschiffes von der Coburger Maurer- und Baumeisterfamilie Weinlein für 860 Gulden errichten. Der Coburger Hofmaler Johannes gestalte den Innenraum. 1731 wurde die Sakristei angebaut. Patronatsherren der Kirche waren die Herren von Ziegelsdorf und Hohenstein. 1896 erfolgte eine farbliche Neufassung des Innenraums im neugotischen Stil. Im Rahmen einer umfangreichen Renovierung wurde 1969–70 die ursprüngliche Gestaltung von Flachdecke, Emporen und Chorraum wiederhergestellt.
Mitte des 17. Jahrhunderts wurde Scherneck bis in die 1830er Jahre Sitz einer Adjunktur, eines kirchlichen Unterzentrums im Herzogtum Coburg mit den zugeordneten Pfarreien Großheirath, Watzendorf und Untersiemau. Ab 1880 war die Pfarrei mit Untersiemau zusammengeschlossen. 1946 bekam sie wieder einen eigenen Seelsorger, zwei Jahre später folgte die erneute Selbstständigkeit.

## Baubeschreibung

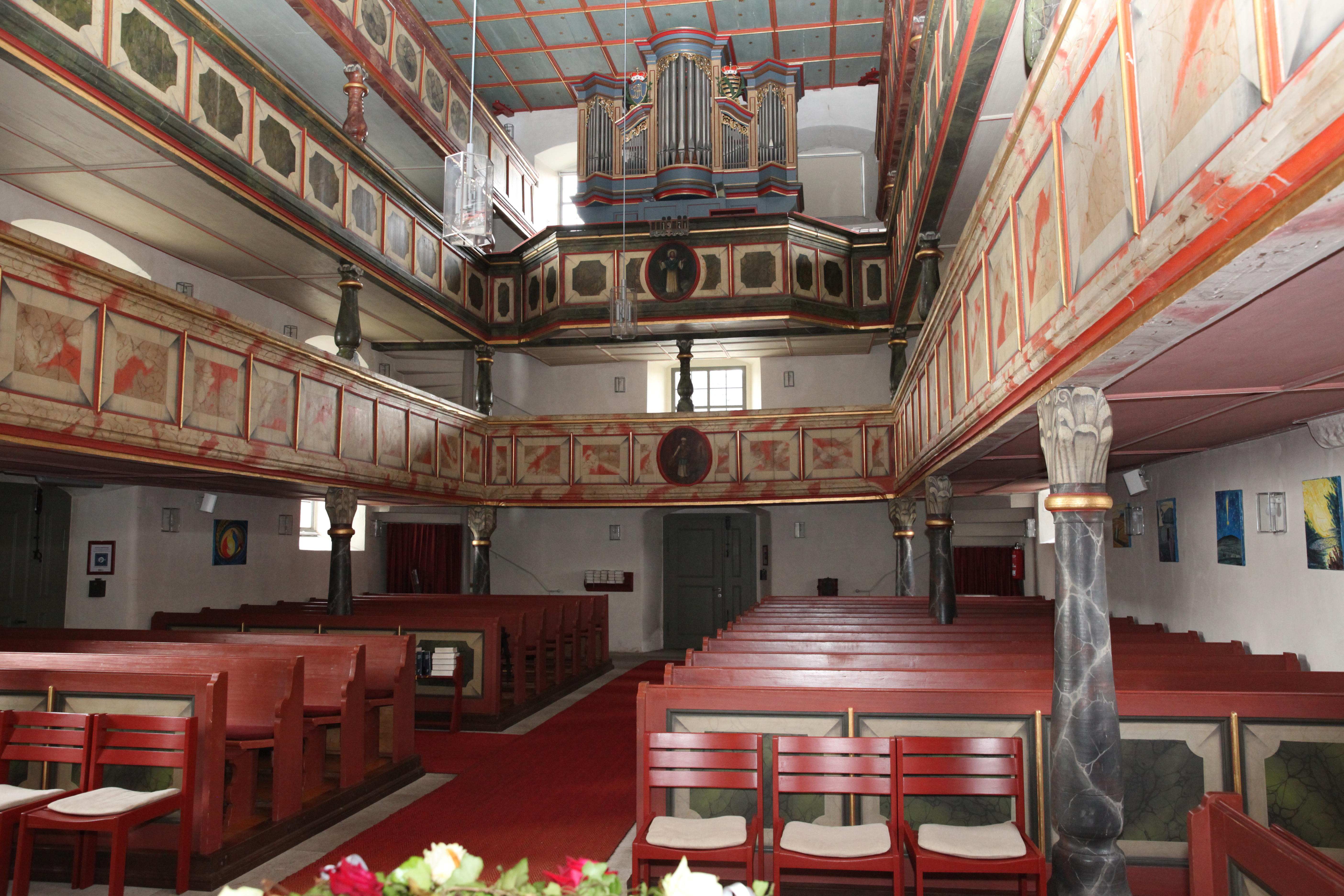
Innenraum

Die Chorturmkirche steht das Ortsbild prägend markant auf einer Felsenecke oberhalb der Itz. Der ovale Kirchhof ist von einer Mauer umgeben und auf der Nord-Westseite von dem Gelände dahinter durch einen Graben abgeschnitten. Das Gotteshaus bietet etwa 300 Kirchenbesuchern Platz.
Der Kirchturm mit dem 4,5 Meter langen und 3,9 Meter breiten Altarraum im Chorgeschoss hat eine hohe achteckige Spitze mit vier Scharwachttürmchen an den Ecken. Der Chorraum mit seinen zwei rechteckigen Fenstern wird von einem rippenlosen Kreuzgewölbe überspannt. Gesimse trennen die drei Turmgeschosse. Das mittlere Geschoss hat Fensterspalte und das obere mit dem Glockenstuhl spitzbogige Fenster als Fassadenöffnungen. Die an der Nordseite stehende, 5,4 Meter lange und 2,6 Meter breite Sakristei wird von einer verputzten Flachdecke überspannt. Den oberen Abschluss bildet ein Pultdach.
Ein rundbogiger Triumphbogen verbindet den Chorraum mit dem 15,9 Meter langen und 9,2 Meter breiten Langhaus. Eine hölzerne Flachdecke, durch Leisten in viele Felder geteilt, überspannt den Innenraum. Die Felder sind blau bemalt und mit vielen Sternen geschmückt. In ihrer Deckenmitte brechen als Symbol der Trinität aus einem Dreieck mit den Buchstaben des hebräischen Gottesnamens die Strahlen der göttlichen Herrlichkeit hervor. Drei Achsen mit zwei Fensterreihen oben und unten bzw. Türen in der Mitte, getrennt durch hervortretende Platte als Gesims, gliedern die Fassade der Längsseiten. Die Fenster sind rechteckig und haben Ohren sowie horizontale Mauerstreifen. Die westliche Giebelseite hat in der unteren Reihe mittig eine Tür mit Ohren und darüber ein einfaches rechteckiges Fenster. Oben sind zwei niedrige rechteckige Fenster mit Ohren vorhanden. Dazwischen befindet sich ein Kartuschenschild.
An den Längsseiten des Kirchenschiffes stehen dreistöckige hölzerne, farbig gefasste Emporen mit vertäfelten Brüstungen, an der Schmalseite eine zweistöckige Empore mit der Orgel. An der Brüstung der Orgelempore ist ein Ölgemälde der Himmelfahrt Jesu, genau darunter an der untersten Empore ein Ölgemälde, Aaron mit dem Weihrauchgefäß im Allerheiligsten des Tempels.

## Ausstattung

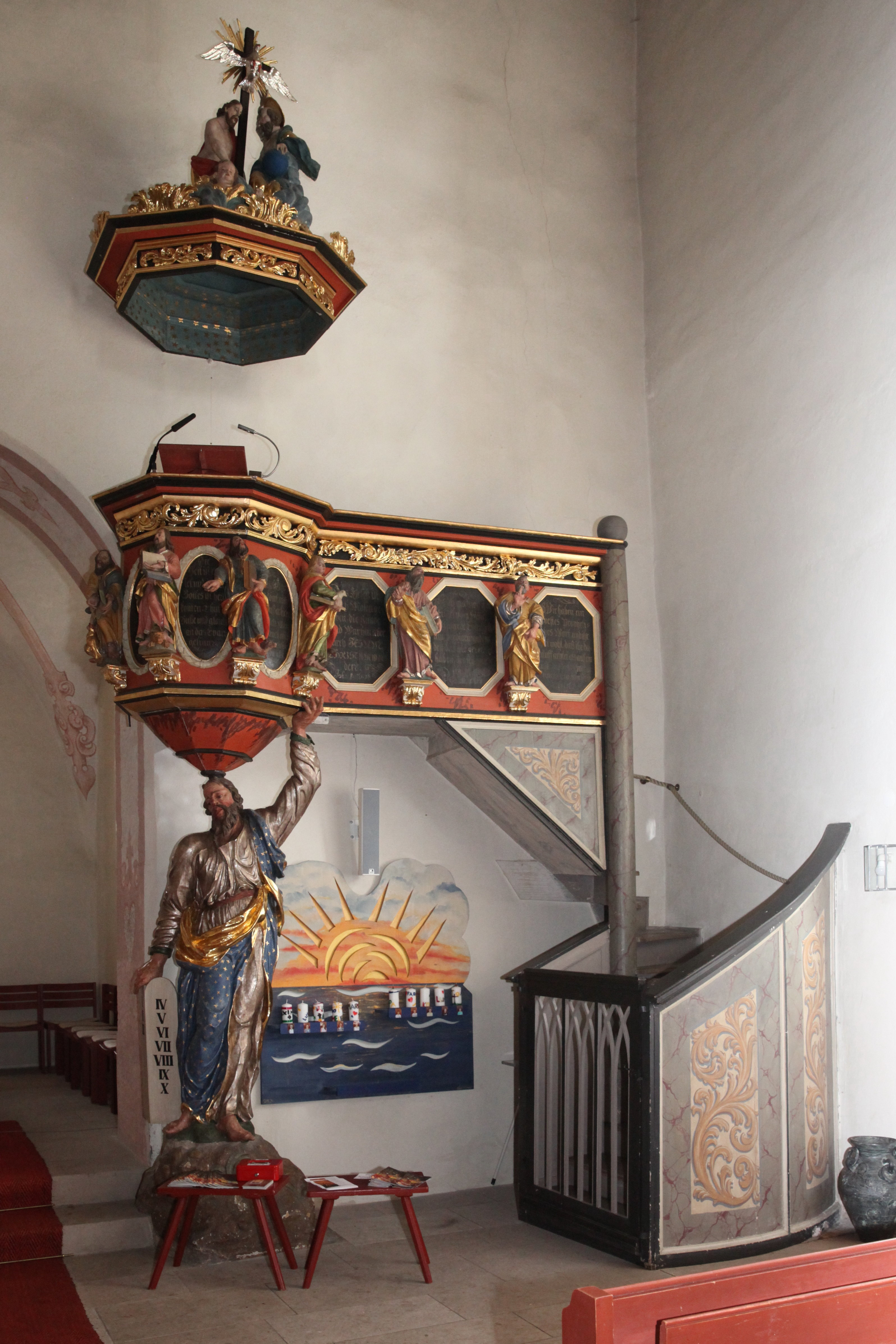
Moseskanzel

Die Moseskanzel am südlichen Triumphbogenpfeiler wird auf das Jahr 1650 datiert. Eine Bemalung der hölzernen Kanzel erfolgte durch den Coburger Hofmaler Johann Schuster im Jahr 1707. Die Kanzel wird von einer Mosesstatue getragen, die auf einer Nachahmung von Felsen und Pflanzenwuchs in langärmeligem reichgefaltetem Rock und Mantel steht. An den Ecken der Kanzelbrüstung befinden sich geschnitzte Figuren, die Christus, die vier Evangelisten sowie Petrus und Paulus darstellen. In den Feldern dazwischen sind in altertümlichen Buchstaben Sprüche aus ihren Schriften vorhanden. Den oberen Abschluss der Kanzel bildet ein achteckiger Schalldeckel, auf dem Figuren von Gott-Vater mit der Weltkugel und Christus mit dem Kreuz sowie der Heilige Geist in Strahlenform sind. Die Unterseite schmücken das Dreieck in Strahlen und die freischwebende Taube.
Der pokalförmige sechseckige Taufstein wird auf 1634 datiert und stammt aus der Vorgängerkirche. An den Außenwänden stehen Grabsteine, insbesondere von Geistlichen, die einst in dieser Kirche gepredigt haben.

## Glocken
Im Jahr 1905 hängten im Kirchturm zwei Glocken, die 1888 von Ulrich in Apolda gegossen worden waren. Die dritte Glocke stammte von Albrecht aus Coburg aus dem Jahr 1805. Sie hatte 90 Zentimeter Durchmesser. 1920 hatte die Gemeinde ein neues Geläut mit drei Klangstahlglocken bei Schilling in Apolda gegossen. Die große Glocke war auf den Ton fis, die mittlere auf den Ton ais und die kleine Glocke auf den Ton cis gestimmt. Anfang des 21. Jahrhunderts musste das Geläut wegen Rissgefahr ausgetauscht werden. Im Dezember 2003 wurden die drei neuen Glocken mit den Namen Kantate, Rogate sowie Jubilate und den Tönen e1, g1 sowie a1 bei der Glockengießerei Rudolf Perner in Passau gegossen. Die Glockenweihe folgte am 9. Mai 2004. Die alten Glocken wurden in Wohlbach am Ehrenmal die kleine, in Scherneck auf dem Friedhof die mittlere und im Kirchgarten die große aufgestellt.

## Orgel

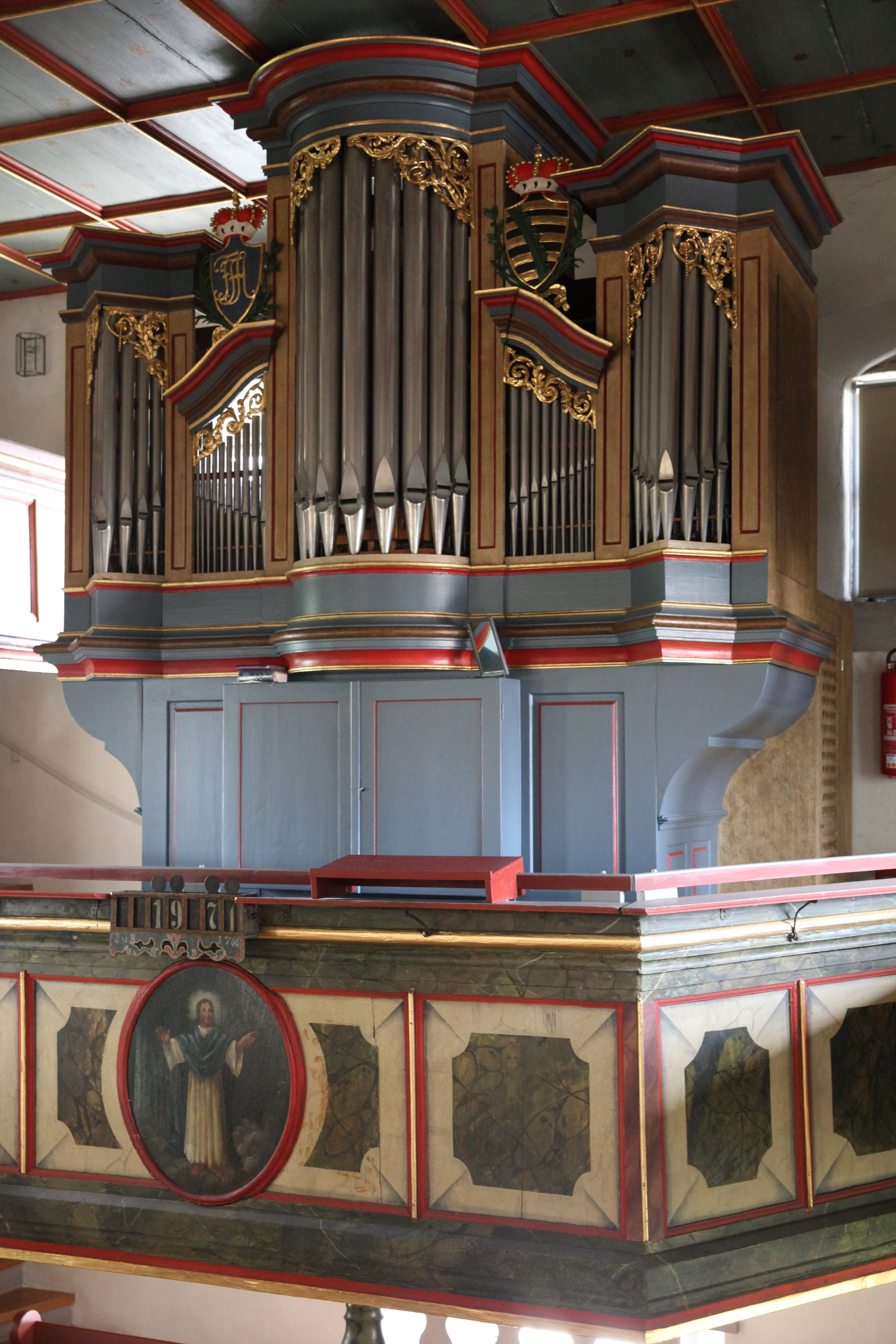
Orgel

Ein Orgelbau ist für den Zeitraum von 1673 bis 1684 belegt. Die Orgel wurde wohl 1706 in das neue Kirchenschiff übernommen. 1794 baute der Coburger Orgelbauer Johann Caspar Haueisen für 180 Reichstaler das Instrument um. Den nächsten Umbau mit der Erneuerung von zwei Registern führte 1925 der Coburger Karl Graßmuck durch. Die Orgel hatte damals 16 Register, ein Manual, ein Positiv und Pedal. 1969 wurde ein Werk ausgebaut und 1971 wurde die Orgel vom Orgelbauer Otto Hoffmann aus Ostheim renoviert. 2013 ließ die Kirchgemeinde das Instrument, das inzwischen sieben Register hat, durch den Orgelbaumeister Andreas Hemmerlein aus Cadolzburg umfangreich instand setzen. Eine Besonderheit ist eine Zwillingslade, in der das erste und zweite Manual auf einer Windlade vereint sind.
Das Gehäuse mit dem Spielschrank stammen aus dem Jahr 1794. Der Orgelprospekt besteht aus fünf Teilen: drei Türme, zwischen denen zwei trapezförmige Zwischenfelder angeordnet sind. Schnitzdekor aus Ranken und mit Laub und Blüten verzieren den Prospekt. Der mittlere Turm wird links von einem Wappenschild mit Initialen und rechts mit dem sächsischen Wappen mit Palm- und Lorbeerzweig eingerahmt.

## Kirchengemeinde
Der Kirchensprengel umfasst neben Scherneck die Nachbarorte Haarth, Meschenbach, Stöppach, Wohlbach und Ziegelsdorf.